# مرام (ذمار)
مرام هي إحدى قرى الجمهورية اليمنية. تتبع جغرافيا لمحافظة ذمار وإداريًا لمديرية ميفعة عنس. يبلغ تعداد سكانها 3257 نسمة حسب الإحصاء الذي أجري عام 2004.